# Вековищев, Игорь Владимирович
Игорь Владимирович Вековищев (6 марта 1977, Москва) — российский футболист, выступавший на позиции нападающего. Известен по выступлениям за клубы первого и второго дивизионов первенства России.

## Биография
На взрослом уровне дебютировал в 17-летнем возрасте в составе московской команды «ТРАСКО», представлявшей Футбольную школу молодёжи. За два с половиной сезона в третьей лиге в составе клуба сыграл 83 матча и забил 22 гола. После того, как команда снялась с чемпионата, футболист перешёл в ЦСКА, но выступал только за дубль. В 1998 году играл в первом дивизионе за «КАМАЗ-Чаллы» из Набережных Челнов и стал лучшим бомбардиром клуба с 9 голами, но не смог помочь команде удержаться в лиге.
В 1999 году перешёл в липецкий «Металлург», за который выступал следующие пять сезонов. В 2001 и 2002 годах вместе с командой становился победителем зонального турнира второго дивизиона. В 2001 году стал вторым бомбардиром своей зоны с 24 забитыми голами, отстав на три мяча от Дмитрия Чеснокова. Всего за липецкий клуб сыграл 161 матч и забил 48 голов в первенствах страны.
В 2004 году играл за челябинский «Лукойл», затем несколько сезонов выступал во втором дивизионе за подмосковные клубы. Завершил профессиональную карьеру в возрасте 32 лет.
Всего за свою профессиональную карьеру сыграл около 450 матчей в первенствах страны, в том числе 117 — в первом дивизионе, более 200 — во втором и более 100 — в третьем, забил 119 голов. Также провёл не менее 25 матчей в Кубке России, наивысший личный успех — участие в матчах 1/8 финала в 2000 году против «Крыльев Советов» и в 2002 году против «Химок».
Провёл два матча на юношеском чемпионате Европы по 1993.
После окончания карьеры работает детским тренером в московской спортивной школе № 70 «Молния».